# Archiwum Państwowe w Malborku
Das Archiwum Państwowe w Malborku (AP) (bis 2017 Archiwum Państwowe w Elblągu, deutsch Staatsarchiv in Marienburg, bis 2017 Staatsarchiv in Elbing) ist das Staatsarchiv in Malbork in der Woiwodschaft Pommern in Polen. Es erschließt die historischen Archivbestände eines Sprengels, der Teile der Woiwodschaft Ermland-Masuren umfasst, von Behörden und Verwaltungen, sorgt für deren Erhaltung und macht sie der Öffentlichkeit zugänglich. Sitz des Archivs ist die Marienburg.

## Geschichte

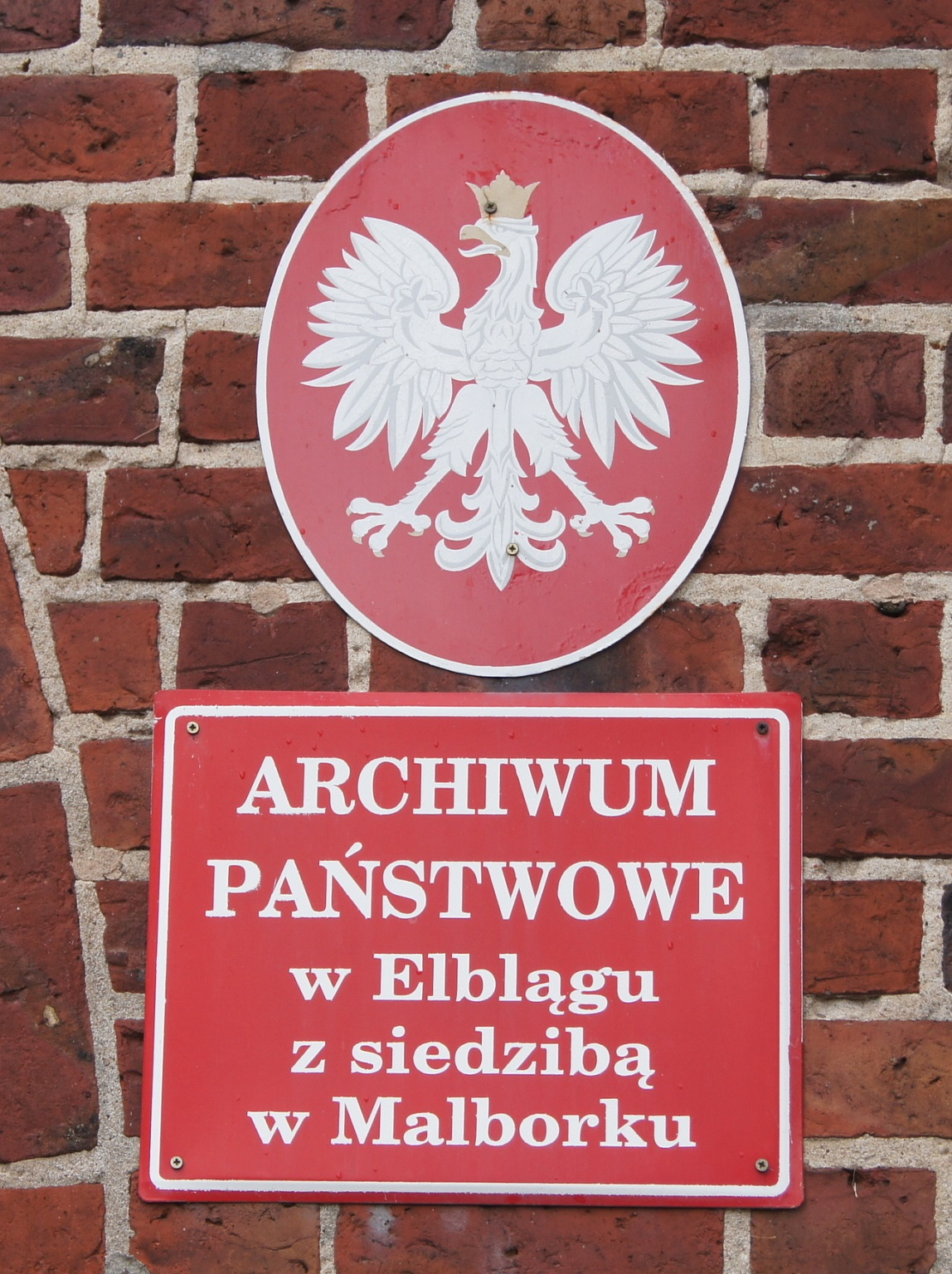
Amtsschild (vor 2018)

Das Archiv in Elbląg wurde per Erlass des Bildungsministers vom 21. Juni 1950 als regionales Archiv im Bereich des Staatsarchivs Danzig der Woiwodschaft Danzig eingerichtet. Das Archiv nahm seine Tätigkeit Ende September 1950 auf und war für die Powiate Elbląski (Elbing), Kwidzyński (Marienwerder), Malborski (Marienburg) und Powiat Sztumski (Stuhm) der Woiwodschaft zuständig. Das Archivs hatte Räume im Gebäude des heutigen Rathauses in Elbląg. In diese Zeit wurde die Sicherung der Akten ehemaliger deutscher Ämter und Institutionen der Region unter der Leitung des Danziger Archivdirektors Marcin Dragan abgeschlossen.
Nach dem Dekret über Staatsarchive erhielt das Archiv in Elbląg im März 1951 den Rang eines Powiat-Staatsarchivs (Powiatowe Archiwum Państwowe, PAP) verliehen. Gleichzeitig wurde vorgeschlagen, das Archiv in die Marienburg in Malbork zu verlegen. Das Projekt wurde von der Stadtverwaltung in Malbork unterstützt, die sich bereit erklärte, bestimmte Schlossräume kostenlos zur Verfügung zu stellen. Am 8. März 1952 wurde der Sitz des Archivs nach Malbork verlegt. Der Archivsprengel blieb unverändert. Die Leitung übernahm Eligiusz Gumprecht.
Das Archiv gehörte zu den ersten Nachkriegsinstitutionen, die in der Burg ihre Arbeit aufnahmen. Schon zu Zeiten der Ordensritter hatte es in der Ordensburg eine Kanzlei gegeben und bei der Wiederherstellung der Provinz Westpreußen wurde 1879 der Vorschlag geprüft in Marienburg ein von Königsberg unabhängiges Archivs einzurichten. Im Dezember 1954 wurde in Elbląg ein gleichrangiges Archiv Elbląg gegründet, das von Malbork den Powiat Elbląski übernahm und den Powiat Nowodworski (Tiegenhof) hinzu bekam.
Erst gegen Ende der 1950er Jahre erlangten die Powiat-Archive eine größere Unabhängigkeit vom Danziger Archiv. Zeitweise wurde in Malbork ein Durchgangslager anderer Archive eingerichtet, da hier beträchtliche Lagermöglichkeiten zur Verfügung standen. Mitte der 1960er Jahre beschäftigte das Archiv vier Mitarbeiter. Nach Auflösung des Archivs in Tczew (Dirschau) übernahm Malbork 1973 vorübergehend archivalische Aufgaben für den Powiat Tczewski.
Nach Errichtung der Woiwodschaft Elbląg wurde am 1. Februar 1976 das Woiwodschaftsarchiv in Elbląg mit Sitz in Malbork gegründet. Die Woiwodschaft umfasste den Teil der ehemaligen Woiwodschaft Danzig, der sich östlich der Weichsel befand und den nordwestlichen Teil der ehemaligen Woiwodschaft Olsztyn mit den Städten Braniewo (Braunsberg), Frombork (Frauenburg), Pasłęk (Preußisch Holland), Prabuty (Riesenburg) und Susz (Rosenberg). Die Powiatarchive wurden aufgelöst. Elbląg und Braniewo waren bis 1983 Filialarchive und Archivlager von Malbork. Der erste Archivdirektor war Gumprecht (1976–1980).
Von 1983 bis 2017 lautete der offizielle Name „Staatsarchiv in Elbląg mit Sitz in Malbork“. Zum 1. Januar 1999 wurde die Woiwodschaft Elbląg aufgelöst und auf die neuen Woiwodschaften Pommern und Ermland-Masuren aufgeteilt. Der Archivsprengel blieb unverändert. Seit 1997 ist Małgorzata Janusz Direktorin des Archivs.
Nach Verordnung des Ministers für Kultur und nationales Erbe wurde das Archiv am 1. Januar 2018 in „Staatsarchiv in Malbork“ umbenannt.

### Leitung des Archivs
Leiter:
- 1950–1952 Władysław Rusinowski
- 1952–1976 Eligiusz Gumprecht

Direktoren:
- 1976–1980 Eligiusz Gumprecht
- 1980–1997 Henryk Pieszko
- seit 1997 Małgorzata Janusz

## Beschreibung
Der Archivsprengel umfasst Stadt und Powiat Elbląg, sowie die Powiate Braniewski, Kwidzyński, Malborski, Nowodworski und Sztumski sowie die Gemeinden Kisielice (Freystadt) und Susz (Rosenberg) des Powiat Iławski (Deutsch Eylau) und die Gemeinde Orneta (Wormditt) des Powiat Lidzbarski (Heilsberg).
Das Staatsarchiv hat Räume im Erd- und Untergeschoss des Hochmeisterpalastes im Nordwestflügel des Mittelschlosses. Die Gesamtfläche der Lagerräume beträgt über 1600 Quadratmeter.
Zu den gesetzlichen Aufgaben des Archivs gehört das Sammeln, Sichern, Entwickeln und Bereitstellen der Sammlungen. Als Amt stellt das Archiv Urkunden aus und fertigt Kopien für Institutionen und Personen aus dem In- und dem Ausland an. Ein erheblicher Prozentsatz der Nutzer sind inzwischen Ausländer, hauptsächlich deutsche Staatsbürger. Das Archiv veranstaltet und fördert Ausstellungen, Vorträge und Lehrveranstaltungen mit Schülern.